# Comuna Klenovnik, Varaždin
Klenovnik este o comună în cantonul Varaždin, Croația, având o populație de 2.022 de locuitori (2011).

## Demografie
Componența etnică a comunei Klenovnik
     Croați (99,6%)
     Necunoscut (0,05%)
     Neclasificat (0,25%)
Componența confesională a comunei Klenovnik
     Catolici (98,91%)
     Necunoscută (0,69%)
     Alte religii (0,4%)
Conform recensământului din 2011, comuna Klenovnik avea 2.022 de locuitori. Din punct de vedere etnic, majoritatea locuitorilor (99,6%) erau croați. Apartenența etnică nu este cunoscută în cazul a 0,05% din locuitori. Din punct de vedere confesional, majoritatea locuitorilor (98,91%) erau catolici. Pentru 0,69% din locuitori nu este cunoscută apartenența confesională.